# 中節骨
中節骨（ちゅうせつこつ）（羅名media　Os,media）とは、四肢動物の前肢、後肢を構成する短骨の一つである。
ヒトの中節骨は、母指（母趾）を除いて左右の手足に4本ずつ存在している。
手は基節骨、末節骨とともに指節骨（指骨）を構成している。足は基節骨、末節骨とともに趾節骨（趾骨）を構成している。

## 上肢

### 中節骨と関節する骨
- 第2末節骨、第3末節骨、第4末節骨、第5末節骨、第2基節骨、第3基節骨、第4基節骨、第5基節骨

### 中節骨に停止する筋肉
- 小指伸筋
- 総指伸筋

## 下肢

### 中節骨と関節する骨
- 第2末節骨、第3末節骨、第4末節骨、第5末節骨、第2基節骨、第3基節骨、第4基節骨、第5基節骨